# Parc national de Gorce
Le parc national de Gorce (en polonais : Gorczański Park Narodowy) est une aire protégée située dans le Sud de la Pologne (voïvodie de Petite-Pologne). Créé en 1981, il a le statut de parc national (catégorie II du classement de l'UICN) et couvre une surface de 70,3 km2, qui englobe notamment les parties centrale et Nord-Est des monts Gorce dans les Carpates occidentales,.

## Histoire
Les premières mesures pour protéger ces terres remontent à 1927, lorsqu’une réserve forestière a été créée sur des terres appartenant au comte Ludwik Wodzicki de Poręba Wielka. Le parc national a été créé en 1981, couvrant alors 23,9 kilomètres carrés. Aujourd’hui, la superficie du parc a atteint 70,3 km², dont 65,91 km² sont boisés. La superficie de la zone de protection autour du parc est de 166,47 km². Le parc se trouve dans le comté de Limanowa et le comté de Nowy Targ, et a son siège à Poręba Wielka.

## Description
La chaîne de Gorce est dominée par des sommets voûtés et des vallées fluviales qui s’enfoncent dans la chaîne. Il y a quelques petites grottes et plusieurs sommets tels que Turbacz (le plus élevé avec ses 1310 mètres d'altitude), Jaworzyna Kamienicka, Kiczora, Kudłoń, Czoło Turbacza et Gorc Kamienicki. Les eaux ne couvrent que 0,18 km² de superficie du parc - il n’y a pas de lacs ou de grandes rivières, seulement des ruisseaux. Les forêts couvrent environ 95 % de la superficie du parc et les espèces les plus courantes sont l’épinette, le hêtre et le sapin.
La vie animale est abondante et comprend plus de 90 espèces d’oiseaux nicheurs et près de 50 espèces de mammifères, dont le lynx, le loup et l’ours brun. Il y a aussi des grenouilles, des serpents et des salamandres : la salamandre de feu, rare, est d'ailleurs le symbole du parc.

## Galerie

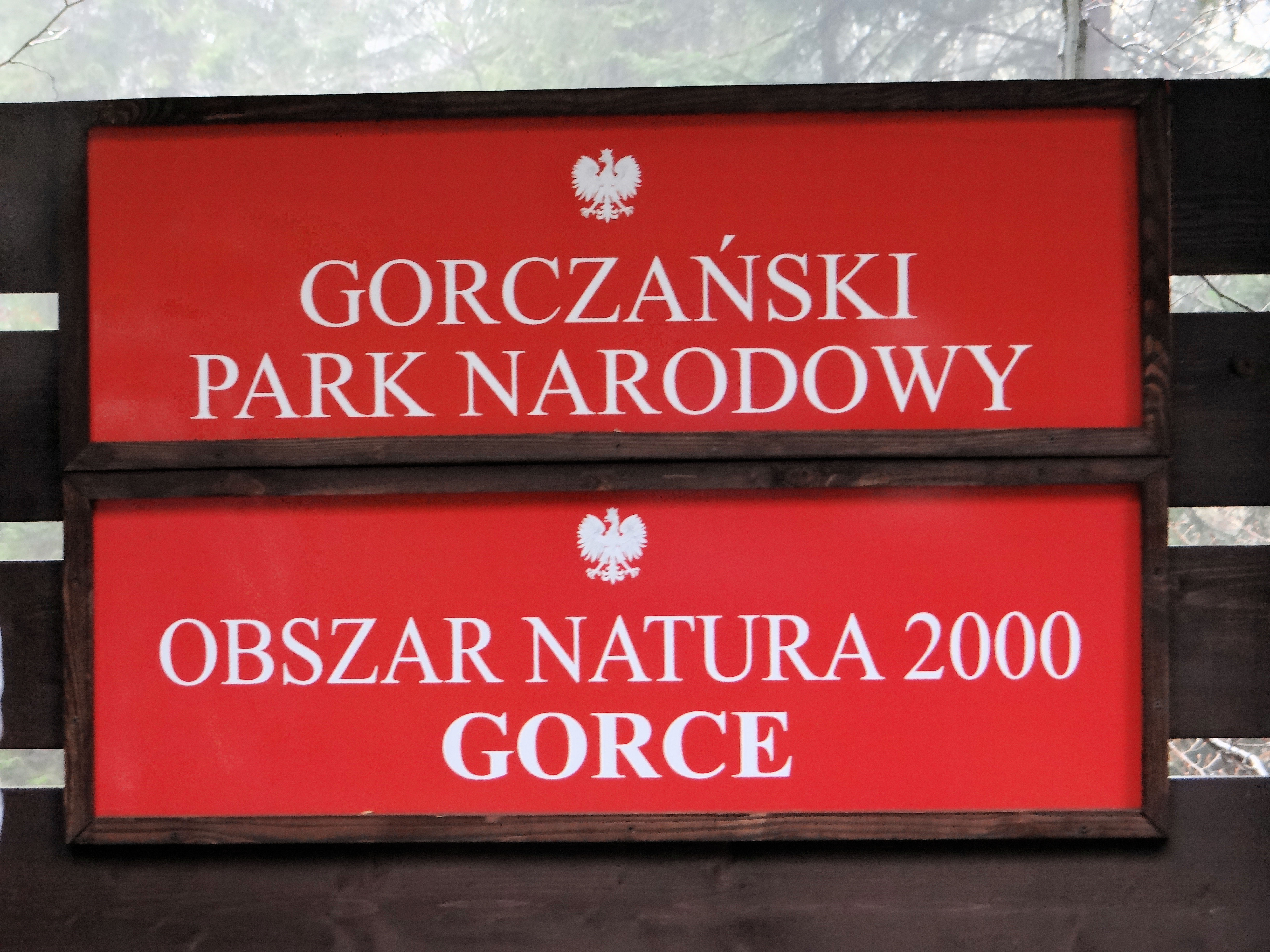
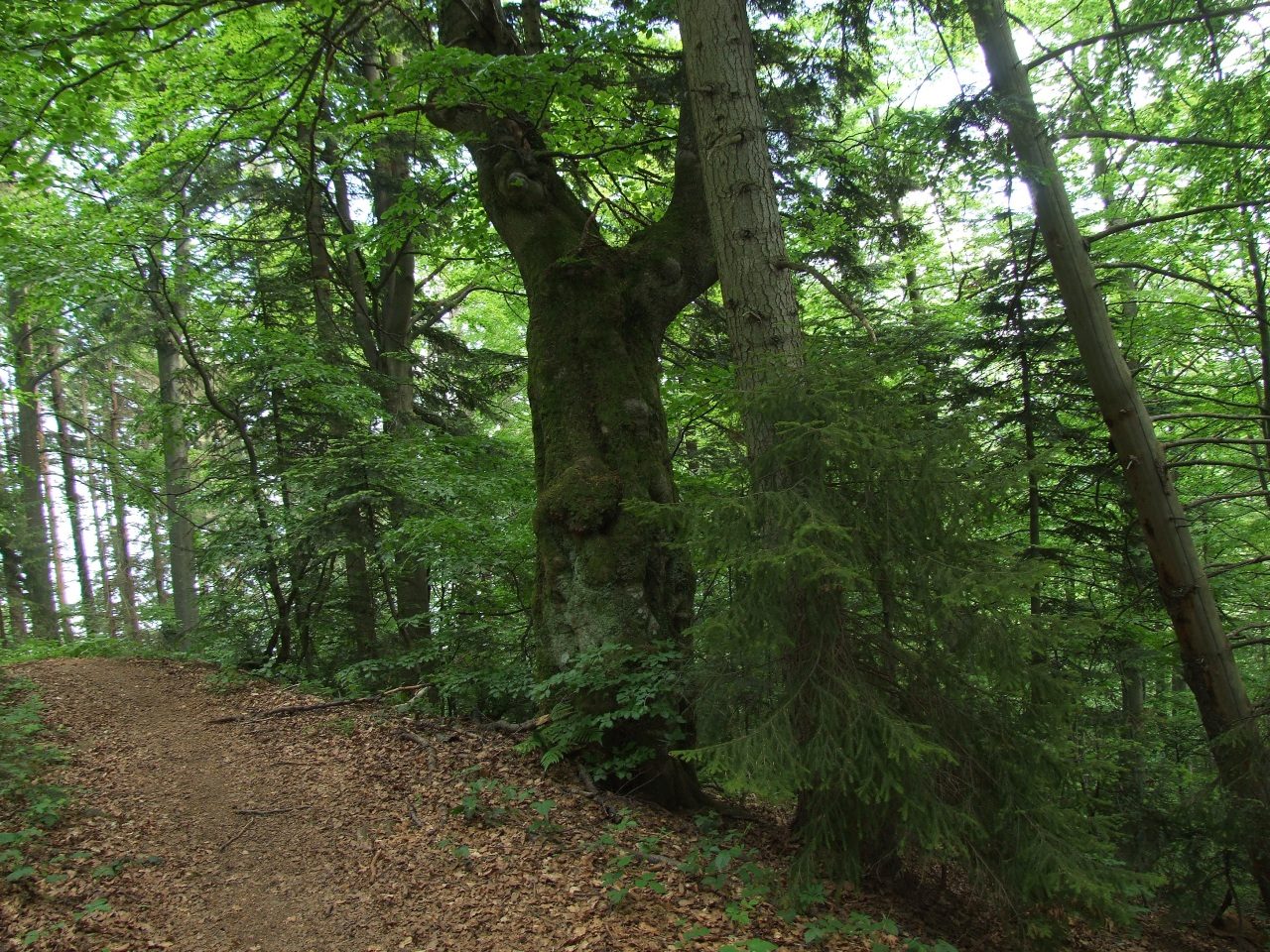
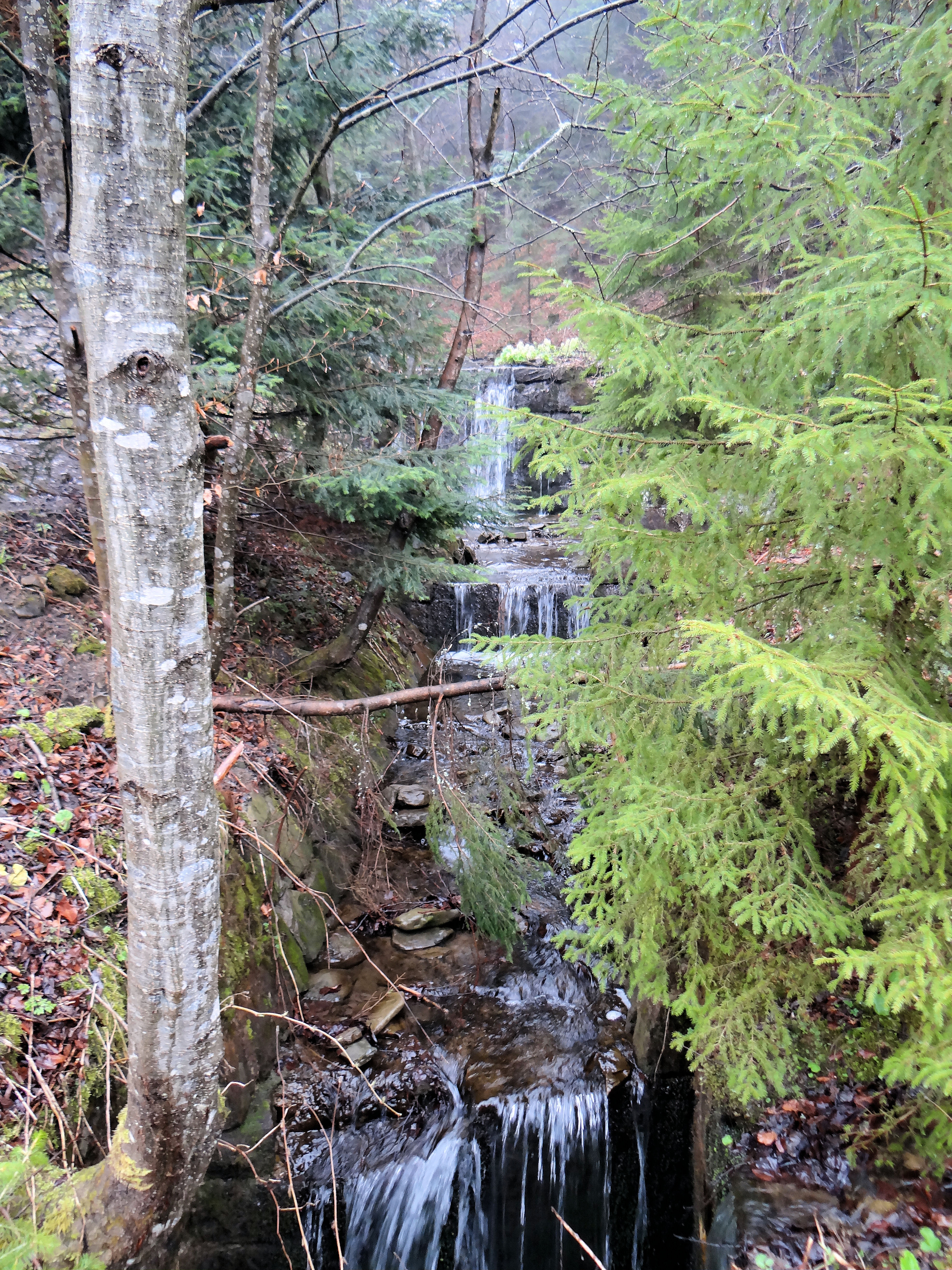
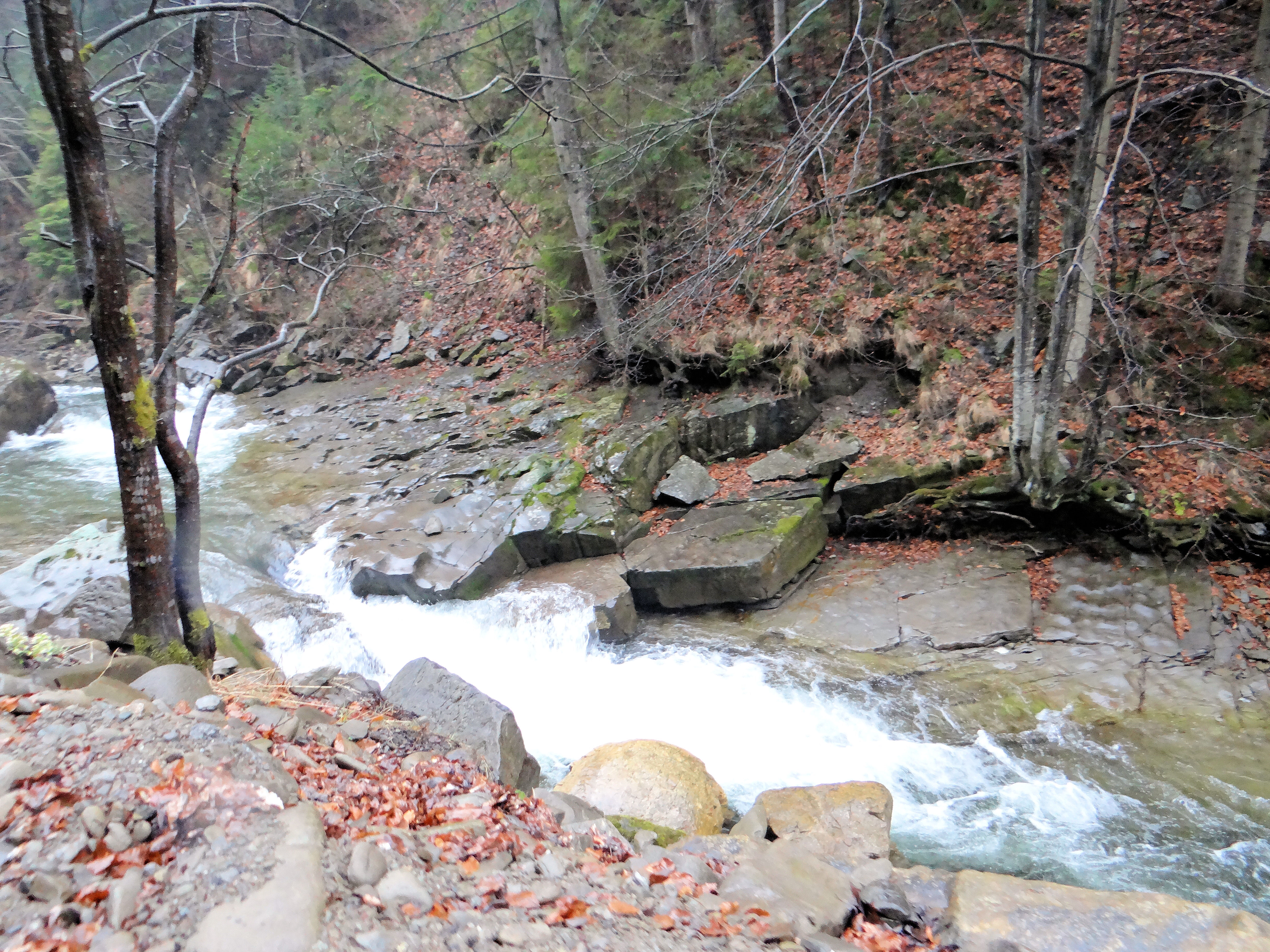
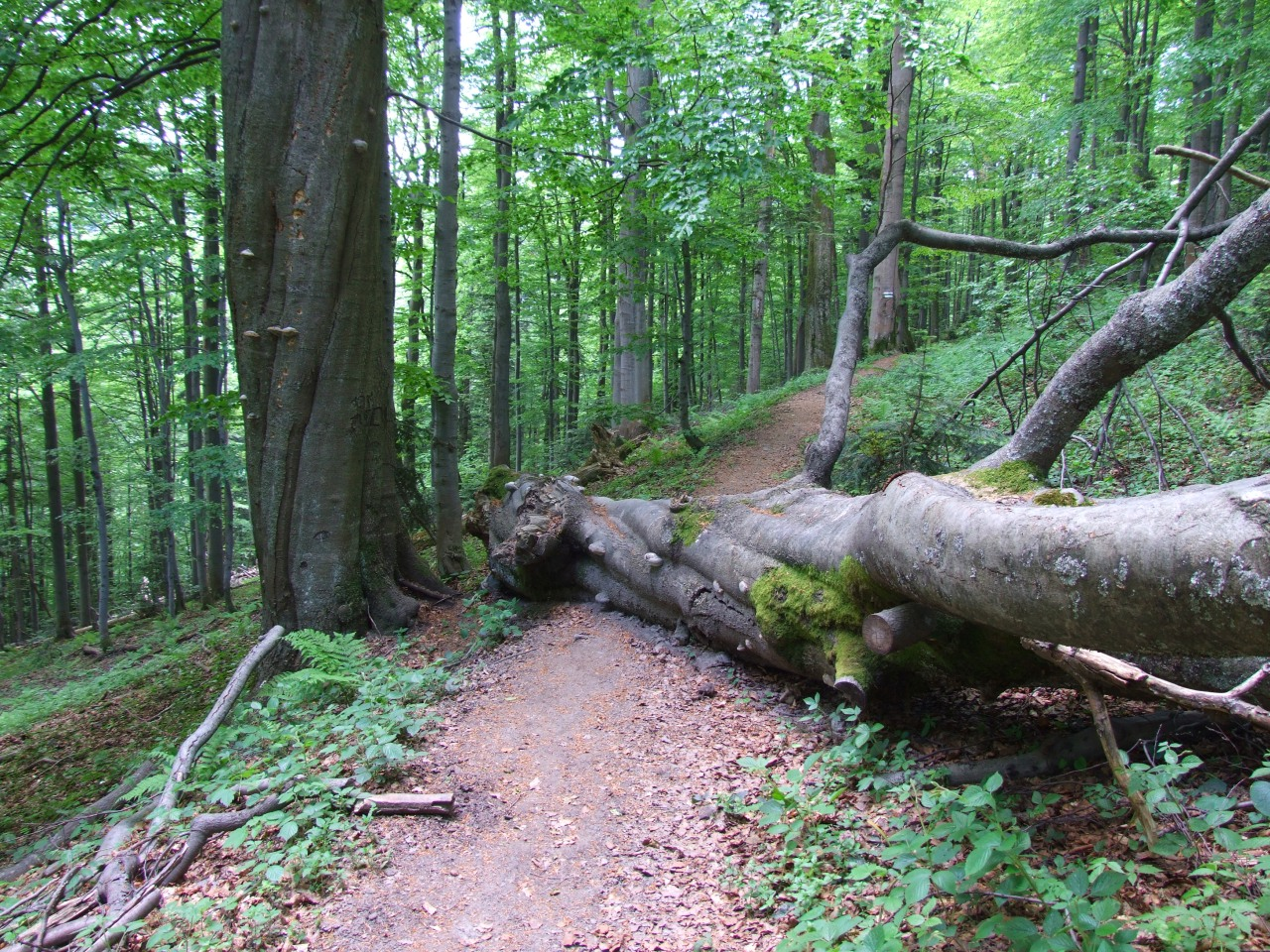
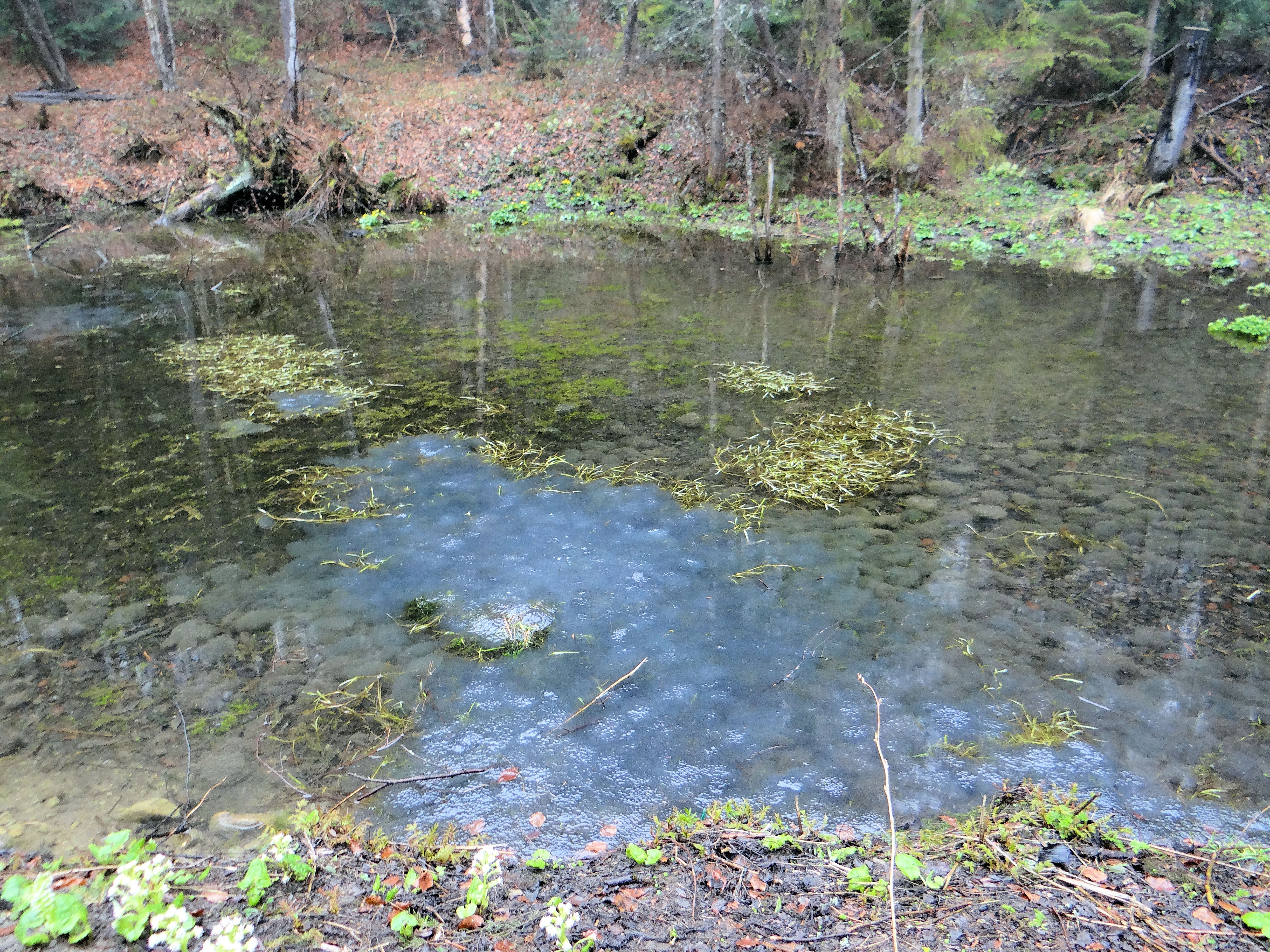